# 旧約聖書に預言されたキリスト
旧約聖書に預言されたキリストは、旧約聖書においてキリスト（ヘブライ語でメシア）のことを指し示していると、伝統的解釈において指摘されている預言である。

## 聖書箇所
- 創世記3章15節[1]は原福音とも呼ばれる

「女の子孫」という言葉は、原文（ヘブル語）で単数形であり、キリストを示すと解釈されてきた。
- 第二サムエル7章12～16節

ダビデに語られた主のことば。ダビデの子ソロモンによる王権の確立も含むが、「王座をとこしえに堅く立てる」とは、究極的にキリストによる王権を指す。
- 詩篇22篇

詩篇にはメシア詩篇と呼ばれる詩篇があるが、この詩篇もキリストの十字架を預言している。十字架上のキリストの最後の7つの言葉に関連がある。
- イザヤ書7章14節　　イザヤ 7:14

キリストが処女から生まれることを預言。
- イザヤ書9章5節　　イザヤ 9:5

キリストの誕生の預言。
- イザヤ書11章1～5節、10節　　イザヤ 11:1

キリストが「エッサイの根株」つまり、エッサイの系列、ダビデの子孫から生まれ、どのような者となるか、ということが預言されている。（エッサイはダビデの父）
- イザヤ書53章　　イザヤ 53:1

キリストの受難を預言した箇所。
- エレミヤ書23章5,6節[5]　　エレミヤ 23:5

バビロン捕囚の時代（BC.586～）に、ダビデの子孫からキリストが生まれることを預言。
- ミカ書5章2節[6]　　ミカ 5:1

キリストが生まれる場所を預言。
- ゼカリヤ書9章9節　　ゼカリヤ 9:9

キリストがロバの子に乗ってエルサレムに入城することを預言。　　マタイ 21:5